# Luiza Machado
Luiza Pinheiro Machado (Belo Horizonte, 20 de março de 1965) é uma ex-voleibolista indoor brasileira que serviu a Seleção Brasileira desde as categorias de base, conquistou a prata na categoria infanto-juvenil no Campeonato Sul-Americano e pela principal obteve a medalha de prata no Campeonato sul-americano de 1983 e disputou a edição dos Pan de Caracas de 1983 e a Olimpíada de Los Angeles de 1984.

## Carreira
Luiza desde as categorias de base já recebia convocação para Seleção Brasileira. Conquistou na categoria infanto-juvenil a medalha de prata do Campeonato Sul-Americano de 1980 realizado em São Paulo, SP.
Após a interrupção da supremacia peruana no Sul-Americano de 1981, o Brasil confiante disputou a edição subsequente ocorrida em 1983, onde Luiza estava naquela equipe da seleção principal que acabou com a medalha de prata. No mesmo ano disputou os Jogos Pan-Americanos de Caracas, terminando na quarta posição.
Luiza, atleta do Minas Tênis Clube, foi convocada pelo técnico Enio Figueiredo para seleção principal e disputou a Olimpíada de Los Angeles de 1984, segunda participação da seleção brasileira no feminino, mas primeira participação com vaga olímpica conquistada; ela jogou ao lado de grandes jogadoras do país como: Jacqueline Silva, Regina Uchôa, Heloísa Roese, Eliane Costa (Lica), Fernanda Emerick, Isabel Salgado, Ana Richa, Mônica Caetano, Ida, Sandra Suruagy, Vera Mossa.
Compos a Diretoria de Educação e Esportes de Base do Minas Tênis Clube e foi eleita pelo Conselho Deliberativo do mesmo cujo mandato expirou em 2013.

## Clubes
| Clube             | País   | De   | Até  |
| Minas Tênis Clube | Brasil | ?    | ?    |
| Flamengo          | Brasil | ?    | 1984 |
| Lufkin EC         | Brasil | 1985 | 1986 |

## Títulos e Resultados
- 1983-4º Lugar dos Jogos Pan-Americanos (Caracas,  Venezuela)[1]
- 1984-7º Lugar dos Jogos Olímpicos (Los Angeles,  Estados Unidos)[2]

## Ligações Externas
- Perfil Luiza Machado no Sports Reference (em inglês)